# Dzwonkówka dwubarwna
Dzwonkówka dwubarwna (Entoloma dichroum (Pers.) P. Kumm.) – gatunek grzybów z rodziny dzwonkówkowatych (Entolomataceae).

## Systematyka i nazewnictwo
Pozycja w klasyfikacji według Index Fungorum: Entoloma, Entolomataceae, Agaricales, Agaricomycetidae, Agaricomycetes, Agaricomycotina, Basidiomycota, Fungi.
Po raz pierwszy takson ten zdiagnozował w 1801 r. Christiaan Hendrik Persoon, nadając mu nazwę Agaricus dichrous. Obecną, uznaną przez Index Fungorum nazwę, nadał mu w 1871 r. Paul Kummer Synonimy:

- Agaricus dichrous Pers. 1801
- Entoloma dichroum var. corsicum (Romagn.) Courtec. 2008
- Entoloma dichroum (Pers.) P. Kumm. 1871 var. dichroum
- Entoloma dichroum var. leptosporum E. Ludw. & Noordel. 2007
- Leptonia dichroa (Pers.) P.D. Orton 1991
- Rhodophyllus dichrous (Pers.) Quél. 1886
- Rhodophyllus dichrous var. corsicus Romagn. 1976
- Rhodophyllus dichrous (Pers.) Quél. 1886 var. dichrous

Nazwę polską zaproponował Władysław Wojewoda w 2003 r. Stanisław Chełchowski w 1878 r. opisywał ten gatunek pod nazwą wieruszka dwubarwna.

## Morfologia
Kapelusz
Średnica 0,7–5,5 cm, początkowo stożkowaty, potem wypukły, w końcu płaskowypukły z garbem lub bez, nigdy jednak nie staje się wklęsły. Jest niehigrofaniczny, w stanie wilgotnym bez prześwitujących blaszek. Początkowo włóknisty, na środku chropowaty lub ziarenkowaty, potem na całej powierzchni łuseczkowaty. Barwa początkowo brązowo-fioletowa, potem w kolorze sepii lub różowo-brązowym z fioletowym odcieniem.
Blaszki
W liczbie około 25, z międzyblaszkami (l = 1-3), średnio gęste, wąsko przyrośnięte lub wykrojone, początkowo trójkątne i białe, potem wybrzuszone i różowe, w końcu różowo-brązowe.
Trzon
Wysokość 2–6 cm, grubość 2–5 mm, kształt cylindryczny, nieco poszerzający się ku podstawie, początkowo pełny, potem pusty w środku. Powierzchnia gładka, o barwie od bardzo ciemno-szaro-niebieskiej do błękitno-niebieskiej, u podstawy biała.
Miąższ
Tej samej barwy co powierzchnia, tylko w środku jaśniejszy. Bez zapachu, o nieokreślonym smaku.
Cechy mikroskopowe
Zarodniki w widoku z boku wielokątne, o dość ostrych kątach, nieco grubościenne. Mają wymiary 9–12 × 7–10 μm. Podstawki 4–zarodnikowe, ze sprzążkami, o rozmiarach 27–50 × 7–15 μm. Pomiędzy podstawkami nieregularnie cylindryczne, zagięte, czasami septowane cheilocystydy o wymiarach 20–42 × 5–16 (–25) μm. Strzępki w skórce ułożone promieniście, cylindryczne, o szerokości do 20 μm, na końcach maczugowato nabrzmiałe do rozmiarów 35–100 × 20–42 μm. Wewnątrz komórek skórki i górnej warstwy tramy obficie występuje brązowawy pigment. Sprzążki występują we wszystkich strzępkach.
Gatunki podobne
Charakterystycznymi cechami dzwonkówki dwubarwnej są: gładki trzon, silnie kanciaste zarodniki i wyłącznie wewnątrzkomórkowy pigment. Dzwonkówka próchnolubna (Entoloma tjallingiorum) różni się kolorem, pokrojem, cienkościennymi, tępo rozwidlonymi zarodnikami oraz inkrustacją pigmentu w skórce i tramie. Entoloma callichroum różni się między innymi różowawo-fioletowym kapeluszem. Wśród występujących w Polsce dzwonkówek podobna jest dzwonkówka fioletowawa (Entoloma euchroum), ale ma kapelusz i blaszki fioletowe.

## Występowanie i siedlisko
Występuje głównie w Europie. Poza nią opisano występowanie tego gatunku tylko w Japonii. Jest bardzo rzadki. W piśmiennictwie naukowym na terenie Polski do 2003 r. podano 2 stanowiska, obydwa dawne (Międzyrzec Podlaski, 1895 r. i Kotlina Rabczańska, 1932 r.). Według W. Wojewody jest to gatunek w Polsce wymarły, w internetowym atlasie roślin podane jest jednak jego nowe stanowisko i gatunek ten zaliczony jest w nim do rejestru gatunków rzadkich i chronionych.
Grzyb naziemny występujący pojedynczo lub w grupach, w lasach, na ziemi.